# 17 Pułk Piechoty (II RP)
17 Pułk Piechoty (17 pp) – oddział piechoty Wojska Polskiego w II Rzeczypospolitej.
Jednostka sformowana została w listopadzie 1918 jako „pułk ziemi rzeszowskiej”. Z końcem grudnia została zreorganizowana i przemianowana na 17 pułk piechoty.
Jej pododdziały walczyły na froncie polsko-ukraińskim w odsieczy Lwowa. Zimą 1919 pułk pełnił służbę na granicy polsko-czechosłowackiej, a z końcem roku odjechał na front wojny polsko-bolszewickiej.
W okresie międzywojennym stacjonował w Rzeszowie, a w kampanii wrześniowej walczył z Niemcami w składzie macierzystej 24 Dywizji Piechoty.

## Formowanie i zmiany organizacyjne
Równocześnie z rozbrajaniem wojsk austriackich w garnizonie rzeszowskim 1 listopada 1918 rozpoczęto formowanie pułku piechoty Ziemi Rzeszowskiej. Kadrę stanowili Polacy – oficerowie austriaccy z 89 pułku piechoty i 17 pułku strzelców. Z członków POW i ochotników sformowano I batalion. W połowie listopada liczył już 4 pełne kompanie strzeleckie. W skład batalionu wchodziła też 5 kompania „studencka” złożona z uczniów rzeszowskich szkół średnich. Rozpoczęto również formowanie II batalionu. Pod koniec listopada powrócił do garnizonu austriacki 40 pp, składający się z Polaków. Zasilił on kadry nowo powstającego pułku. Utworzono kompanię zapasową, rekrucką i sztabową. Przystąpiono do formowania III batalionu, a następnie batalionu wartowniczego.
17 listopada 1918 kompanie 1 i 3 zostały wysłane na odsiecz Lwowa w składzie Grupy podpułkownika Michała Tokarzewskiego-Karaszewicza. Później obie kompanie weszły w skład 5 pułku piechoty Legionów.
W grudniu 1918 odjechał do Przemyśla na front ukraiński II batalion, który 13 grudnia, po ciężkich walkach zdobył fort Grochowce.
Z końcem grudnia pułk zreorganizowano, tworząc dwa pułki: 1 i 2 pułk piechoty Ziemi Rzeszowskiej, które wkrótce przemianowano na 14 i 15 pułk piechoty. Ostatecznie numerację zmieniono na 17 i 18 pułk piechoty. W zreorganizowanym 17 pp sformowano dwie nowe kompanie oraz nowy II batalion pod dowództwem kpt. Józefa Mücka. Utworzono też batalion zapasowy do szkolenia uzupełnień. Składał się on z trzech kompanii rekruckich i trzech kompanii marszowych. W latach 1918–1920 dowodzili nim kolejno: kpt. Juliusz Schimack, mjr Józef Gellen, kpt. Erwin Pallas oraz mjr Kazimierz Zapalski.
W grudniu 1919 batalion zapasowy pułku stacjonował w Rzeszowie.
| Obsada personalna pułku w 1920 | Obsada personalna pułku w 1920     |
| Stanowisko                     | Stopień, imię i nazwisko           |
| ------------------------------ | ---------------------------------- |
| Dowódca                        | mjr Ignacy Oziewicz                |
| Dowódca                        | mjr Karol Roman Zagórski (od 9 X)  |
| Adiutant                       | por./kpt. dr Zdzisław Engel        |
| Lekarz                         | kpt. lek. Henryk Pechner           |
| Kapelan                        | ks. Teofil Wdzięczny               |
| Oficer kasowy                  | urz. wojsk. XI r. Jan Siewierski   |
| Oficer łączności               | ppor. Ferdynand Beck               |
| Oficer broni i gazowy          | por. Stanisław Wojtasiewicz        |
| Oficer broni i gazowy          | ppor. Ludwik Szczygielski          |
| Dowódca I batalionu            | kpt. Jan Folta (ranny 5 IX)        |
| Dowódca I batalionu            | kpt Józef Muech                    |
| Dowódca I batalionu            | por. Adam Moskała (X)              |
| Adiutant                       | ppor. Antoni Baran (ranny 5 IX)    |
| Oficer prowiantowy             | por. Stanisław Małek               |
| Oficer gospodarczy             | ppor. Henryk Trędota               |
| Lekarz                         | ppor. lek. Henryk Karlsbad         |
| Dowódca 1 kompanii             | por. Witold Zubkowski (ranny 5 IX) |
| Dowódca 1 kompanii             | ppor. Władysław Omela              |
| Dowódca 2 kompanii             | por. Adam Moskała                  |
| Dowódca plutonu                | ppor. Cezary Morat                 |
| Dowódca 3 kompanii             | ppor. Bolesław Sawicki († 7 IX)    |
| Dowódca 4 kompanii             | por. Florian Gryl (do 6 IX)        |
| Dowódca plutonu                | ppor. Witold Łubkowski             |
| Dowódca 1 kompanii km          | por. Władysław Czyrko              |
| Dowódca plutonu                | ppor. Ludwik Szczygielski          |
| Dowódca II batalionu           | mjr Jan Pawłowski                  |
| Dowódca II batalionu           | kpt. Henryk Więckowski             |
| Adiutant                       | por. Adam Skoczek                  |
| Oficer prowiantowy             | ppor. Mieczysław Kochanek          |
| Oficer gospodarczy             | ppor. Wawrzyniec Rołnicki          |
| Lekarz                         | ppor. lek. Marceli Rożen           |
| Dowódca 5 kompanii             | ppor. Franciszek Ruszar (do 6IX)   |
| Dowódca 6 kompanii             | por. Władysław Dzióbek             |
| Dowódca plutonu                | ppor. Sebastian Gondek             |
| Dowódca 7 kompanii             | por. Władysław Kozub               |
| Dowódca 8 kompanii             | ppor. Stefan Milewski              |
| Dowódca 2 kompanii km          | ppor. Jan Kozęba                   |
| Dowódca III batalionu          | kpt. Bolesław Pławiński            |
| Adiutant                       | ppor. Marian Moricer               |
| Oficer prowiantowy             | por. Bolesław Osiniak              |
| Oficer gospodarczy             | ppor. Witold Starzyński            |
| Lekarz                         | por. san. Feliks Kania             |
| Dowódca 9 kompanii             | por. Jan Przyboś                   |
| Dowódca plutonu                | ppor. Zbigniew Kasiński            |
| Dowódca 10 kompanii            | por. Władysław Piwnica             |
| Dowódca 11 kompanii            | por. Adam Różański                 |
| Dowódca plutonu                | ppor. Jerzy Brodzikowski           |
| Dowódca plutonu                | kpr. Edward Smolarz († 6 IX)       |
| Dowódca plutonu                | kpr. Jan Węcowski (ranny 5 i 7 IX) |
| Dowódca 12 kompanii            | ppor. Franciszek Książek           |
| Dowódca plutonu                | ppor. Karol Skowroński             |
| Dowódca 3 kompanii km          | por. Józef Zwarycz                 |
| Dowódca 3 kompanii km          | ppor. Jan Tomaszewski              |
| Dowódca plutonu                | plut. Wojciech Wieszczek           |
| Dowódca kompanii technicznej   | por. Władysław Miłoś               |
| Oficer pułku                   | kpt. Stanisław Wojtasiewicz        |

## Pułk w walce o granice
Działania na froncie ukraińskim
W styczniu 1919 na front przeciwukraiński wyjechał I batalion por. Kotowicza. Tam wszedł w skład grupy mjr. Władysława Bończy-Uzdowskiego. W nocy 22/23 stycznia batalion wziął udział w ataku na Włodzimierz Wołyński. Następnie przeszedł na zachodni brzeg Bugu i działał w składzie grupy kpt. Meraka. Do maja zajmował odcinek Rawa Ruska – Włodzimierz Wołyński. 2 kompania obsadziła rejon Żabcze – Kościaszyn, a 4 kompania Honiatyn.
W maju wzmocnione wojska ukraińskie zaatakowały polskie pozycje. Doszło do zaciekłych walk. Utracono czasowo Oszczów i Honiatyn. Wsparcie frontu ukraińskiego oddziałami Błękitnej Armii spowodowało, że oddziały pułku odzyskały Honiatyn oraz zajęły Uhrynów i Waręż. W czerwcu 1919 jego 2 i 4 kompania wchodziły w skład Grupy generała Henryka Minkiewicza (Grupa operacyjna „Bug”). Podjęta wówczas ogólna ofensywa wojsk polskich doprowadziła do pościgu za nieprzyjacielem, a I batalion w rejonie Brodów zetknął się z wojskami sowieckimi. W czerwcu batalion walczył w składzie grupy pułkownika Stanisława Pallego w okolicach Podzamcza i Perniatyna, a potem prowadził pościg na Radziwiłłów.
Służba graniczna na Śląsku Cieszyńskim
Ogromne straty spowodowały wycofanie pułku z walk i przerzucenie go na Śląsk Cieszyński. Tu otrzymał zadanie nadzorować polsko-czeską linię demarkacyjną na odcinku Skrzeczoń – Zawada. II batalion dotarł na granicę w kwietniu, a w sierpniu przybyła tam reszta pułku. W Rzeszowie pozostał jedynie batalion zapasowy. Scalony pułk kwaterował w Skoczowie, a potem w Jabłonkowie. Jesienią 1919 pułk odszedł do Kęt, a następnie odjechał do Wilna.
Działania na froncie litewsko-białoruskim
Na Litwie pułk rozlokowany został w podwileńskich miejscowościach. W tym czasie na froncie polsko-bolszewickim nastąpiła stabilizacja działań. Prowadzono jedynie walki o znaczeniu lokalnym. Na początku 1920 pułk przewieziony został do Łapicz. Tam wszedł w skład 6 Dywizji Piechoty. 6 kwietnia pułk przerzucony został nad Berezynę, a jego I i III batalion obsadziły tu odcinek obrony na linii Jakszyce – Berezyna (wł.). Organizowano też wypady na wschodni brzeg rzeki.
W myśl rozkazu Naczelnego Dowództwa z 1 kwietnia, nastąpiła reorganizacja struktur Wojska Polskiego. Zlikwidowano Front Litewsko-Białoruski, a na jego bazie utworzono trzy armie bezpośrednio podległe Naczelnemu Wodzowi. 1 Armia gen. Stefana Majewskiego była rozwinięta od Dźwiny po Borysów, 4 Armia gen. Stanisława Szeptyckiego – wzdłuż Berezyny po Polesie, a 7 Armia gen. Gustawa Zygadłowicza osłaniała od strony Litwy. Po stronie przeciwnej operowały wojska Frontu Zachodniego Michaiła Tuchaczewskiego.
14 maja ruszyła pierwsza ofensywa Armii Czerwonej. W jej wyniku pas obrony polskiej 1 Armii został przełamany na północny wschód od Homla. 18 maja I batalion kpt. Więckowskiego został przydzielony do grupy pułkownika Stanisława Dziewulskiego i otrzymał zadanie obsadzenie odcinka Huta – Berezyna. Batalion z marszu odzyskał utraconą wcześniej Hutę i z miejsca odparł kontratak dwóch nieprzyjacielskich pułków. Jednak uderzenie oskrzydlające wykonane przez Sowietów 20 maja odrzuciło polski batalion do Bohuszewicz. Na rozkaz dowódcy grupy, batalion przeszedł do kontrataku, odbił Jakszyce i uderzył na Horodyszcze, a następnie na Osmołówkę, Michałowo, Pierawoz. Ostatecznie wyszedł na zachodni brzeg Berezyny.
4 czerwca nieprzyjaciel przełamał obronę III batalionu na odcinku Berezyna – Niehonicze, zdobył Huty i folwark Niehonicze. Kontratakował II batalion i pułk odzyskał utracone pozycje nad Berezyną. W walkach tych bataliony poniosły znaczne straty.
Pułk w działaniach odwrotowych
Na początku lipca na kierunku litewsko-białoruskim znajdowały się dwie armie (1. i 4.) oraz Grupa Poleska. Natomiast przeciwnik skoncentrował tu cztery armie Frontu Zachodniego Michaiła Tuchaczewskiego: (3., 4., 15. i 16.) oraz Grupę Mozyrską. Większość tych sił (3. 4. i 15 Armia) skierowana została przeciwko polskiej 1 Armii gen. por. Gustawa Zygadłowicza z zamiarem przerwania jej frontu od północy i zepchnięcia na błota poleskie. Rozpoczęta 4 lipca sowiecka kontrofensywa nad Autą i Berezyną doprowadziła do załamania Frontu Litewsko-Białoruskiego, a polskie oddziały rozpoczęły odwrót. Na odcinku 17 pułku piechoty główne uderzenie skierowane było na zajmującą pozycję między Berezyną a Świetlicą 3 kompanię strzelecką. Od 9 lipca pułk rozpoczął działania odwrotowe. Początkowo wycofał się na linię dawnych okopów niemieckich pod Baranowiczami, potem na linię rzeki Szczary, a następnie Bugu. Podczas odwrotu toczył ciężkie walki pod Słonimem, Zelwą, Wołkowyskiem, Świsłoczą, Małą Narewką, Mendzenimem i Mordami.
Pułk w Bitwie Warszawskiej
6 sierpnia Naczelny Wódz, marszałek Józef Piłsudski podjął decyzję o przeprowadzeniu zwrotu zaczepnego znad Wieprza i stoczenia walnej bitwy na przedpolach Warszawy. W tym celu rozpoczęto koncentrację jednostek, które miały wejść w skład grupy uderzeniowej, a także przegrupowywano oddziały mające bronić samej Warszawy i osłaniać tę obronę od północy. Działający w składzie XII Brygady Piechoty 17 pułk, spod Siedlec wycofał się do Góry Kalwarii, przekroczył Wisłę i 12 sierpnia dotarł do Dęblina. Tu przeszedł do odwodu 4 Armii gen. Leonarda Skierskiego. Podczas kontrofensywy polskiej maszerował za lewym skrzydłem nacierających wojsk na Mińsk Mazowiecki, Ostrów i Ostrołękę.
Pułk w ofensywie jesiennej
Zwycięstwa nad Wisłą, Wkrą i Wieprzem i prowadzone działania pościgowe doprowadziły 2. i 4. Armię nad granicę z Prusami Wschodnimi. Naczelne Dowództwo WP postanowiło zmienić dotychczasowy kierunek natarcia obu związków operacyjnych z północnego na wschodni. 27 sierpnia rozpoczęto przegrupowanie.
17 pułk piechoty odjechał na front południowy, wyładował się w Zadwórzu i wszedł w podporządkowanie dowódcy 5 Dywizji Piechoty. Przy wsparciu czołgów i artylerii walczył o Rusiłów, a następnie Firlejówkę. Skniłów i Bortków. 3 września pułk zmienił podporządkowanie i wszedł w skład 6 Dywizji Piechoty. W tym też dniu jego I batalionu walczył z powodzeniem na rubieży między Stronibabami a torem kolejowym Krasne – Brody. Sowieci ponowili natarcie 5 września. Po zaciętych walkach I batalion opuścił Stronibaby i wycofał się do Ostrowa.
Kolejne natarcie czerwonoarmistów na Krasne zmusiło pułk do wycofania się za Gołogórkę i obsadzenie pozycji między Bortkowem a Ostrowem. 6 września pułk atakował Krasne, Stronibaby i Mogiłki. III batalion zdobył stację Krasne i we współdziałaniu z I batalionem nacierał na Stronibaby. W tym czasie kawaleria Budionnego zdobyła Rusiłów i tym samym zaistniała groźba oskrzydlenia polskich batalionów. Dowódca pułku nakazał wycofać się w kierunku na Ostrów i Kutkorz. Po wejściu do walki odwodowego 20 pułku piechoty, atak kawalerii został powstrzymany, a pododdziały 17 pułku wznowiły natarcie zajmując ponownie Firlejówkę i Krasne. 7 września I i III batalion czasowo opanowały Stronibaby. Kontratak sowiecki zmusił je jednak do wycofania się w kierunku na Ostrów. 11 września pułk przeszedł do odwodu dywizji i odpoczywał.
Od 16 września brał udział w ogólnej ofensywie polskiej 6 Armii, zajmując Stronibaby, Uciszków i Olszanicę. W kolejnych dniach, stanowiąc odwód 6 Dywizji Piechoty, maszerował na Złoczów i Sassów. Zakończył działania bojowe w Dubie pod Brodami.
Bilans walk
W czasie walk poległo 3 oficerów oraz 124 podoficerów i szeregowych. Ponadto zaginęło 1361 żołnierzy, z których część została zamordowana w niewoli. Krzyżem Srebrnym Virtuti Militari zostało odznaczonych 11 żołnierzy, a Krzyżem Walecznych 14 oficerów i 61 szeregowych. Zdobyto 6 armat, 50 karabinów maszynowych, 60 wozów i 200 koni. Wzięto do niewoli 1600 jeńców.
| Kawalerowie Virtuti Militari                                                                      | Kawalerowie Virtuti Militari | Kawalerowie Virtuti Militari |
| ------------------------------------------------------------------------------------------------- | ---------------------------- | ---------------------------- |
| Żołnierze pułku odznaczeni Krzyżem Srebrnym Orderu Wojskowego Virtuti Militari za wojnę 1918–1920 |                              |                              |
| sierż. Jan Duduś                                                                                  | por. Stanisław Ruśkiewicz    | plut. Jan Wermiński          |
| plut. Józef Krząstek                                                                              | plut. Stanisław Sałek        | kpr. Jan Węcowski            |
| plut. Szczepan Michalik                                                                           | kpr. Edward Smolarz          | plut. Wojciech Wieszczek     |
| sierż. Aleksander Pleśniak                                                                        | por. Jan Tomaszewski         |                              |

## Okres międzywojenny

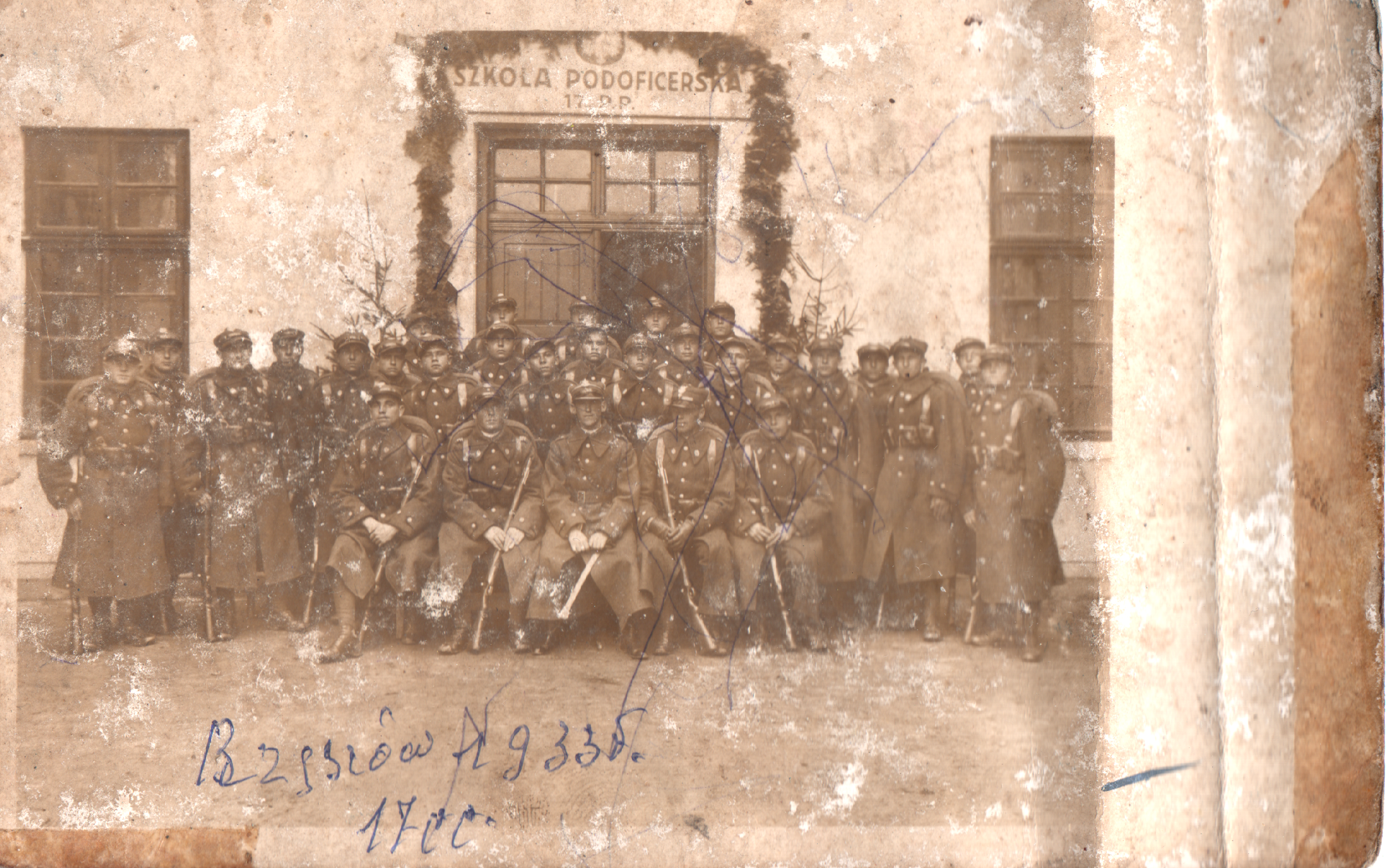
Zdjęcie pamiątkowe żołnierzy 17 pp z roku 1933

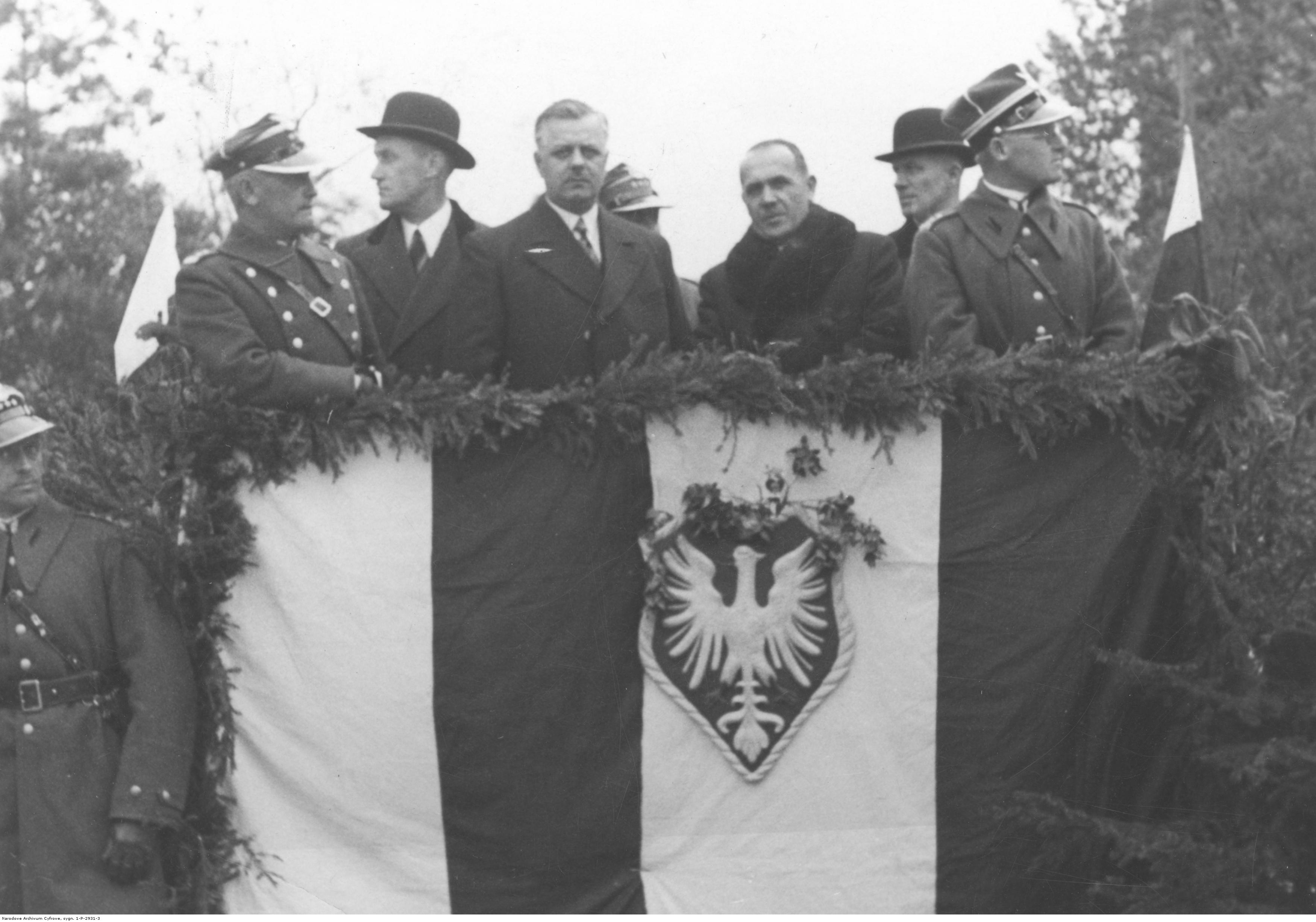
Święto Narodowe 3 Maja w Rzeszowie 1935 – d-ca 17 pp ppłk Stanisław Siuda pierwszy z lewej na trybunie honorowej

26 grudnia 1920 roku pułk powrócił do Rzeszowa. Rozlokowany został w poaustriackich koszarach im. Sobieskiego przy ul. Langiewicza, Kilińskiego przy Placu Kilińskiego i Lisa-Kuli przy ul. Lwowskiej. Przy ul. Lwowskiej znajdowała się rusznikarnia i magazyny mobilizacyjne. Warsztaty i pluton artylerii piechoty umieszczone były w koszarach Stary Browar przy ul. Reformackiej. W latach trzydziestych pluton artylerii przeniesiono do koszar Sobieskiego.
Pułk dysponował dwoma placami ćwiczeń: Baranówka i Słocina. Strzelania z broni ręcznej wykonywano na strzelnicy garnizonowej, a z moździerzy, granatników i ckm na poligonie w Nowej Dębie. Po demobilizacji i zmianach organizacyjnych wszedł w skład 24 Dywizji Piechoty i podlegał DOK X w Przemyślu. Korpus oficerski w latach dwudziestych wywodził się z dawnej armii rosyjskiej, austriackiej i Legionów. Jednak w latach trzydziestych większość stanowili wychowankowie polskich szkół.
Początkowo święto pułkowe obchodzono 4 listopada, w rocznicę powstania pułku w 1918 roku. 19 maja 1927 roku Minister Spraw Wojskowych marszałek Polski Józef Piłsudski ustalił i zatwierdził dzień 6 września jako datę święta pułkowego. Od tej pory pułk obchodził swoje święto w rocznicę pięciodniowych, krwawych bojów pod Krasnem. 20 czerwca 1934 roku Minister Spraw Wojskowych marszałek Polski Józef Piłsudski zmienił datę święta pułkowego z dnia 6 września na dzień 4 czerwca. Od tej pory święto obchodzono w rocznicę boju pod Niegoniczami, stoczonego w 1920 roku.
W wydanej w 1924 roku z okazji wręczenia sztandaru „Jednodniówce 17 pułku piechoty”, znajduje się wzmianka o patronie pułku: pułk 17 nosi imię Marcina Borelowskiego [...].
Na podstawie rozkazu wykonawczego Ministerstwa Spraw Wojskowych do Departamentu Piechoty o wprowadzeniu organizacji piechoty na stopie pokojowej PS 10-50 z 1930 roku, w Wojsku Polskim wprowadzono trzy typy pułków piechoty. 17 pułk piechoty zaliczony został do typu I pułków piechoty (tzw. „normalnych”). W każdym roku otrzymywał około 610 rekrutów. Stan osobowy pułku wynosił 56 oficerów oraz 1500 podoficerów i szeregowców. W okresie zimowym posiadał batalion starszego rocznika, batalion szkolny i skadrowany, w okresie letnim zaś batalion starszego rocznika i dwa bataliony poborowych. W pułku, tytułem eksperymentu, utworzono kompanię podchorążych rezerwy piechoty. W jej skład wchodziły trzy plutony strzeleckie i pluton karabinów maszynowych. Kompania pod względem organizacyjnym i wyszkolenia podlegała dowódcy dywizji, a pod względem administracyjnym dowódcy pułku.
| Obsada personalna i struktura organizacyjna w marcu 1939 | Obsada personalna i struktura organizacyjna w marcu 1939 | Obsada personalna i struktura organizacyjna w marcu 1939 |
| Stanowisko                                               | Stopień imię i nazwisko                                  | Przydział we wrześniu 1939                               |
| Dowództwo, kwatermistrzostwo i pododdziały specjalne     | Dowództwo, kwatermistrzostwo i pododdziały specjalne     | Dowództwo, kwatermistrzostwo i pododdziały specjalne     |
| -------------------------------------------------------- | -------------------------------------------------------- | -------------------------------------------------------- |
| dowódca pułku                                            | ppłk dypl. Beniamin Piotr Kotarba                        | dowódca 17 pp                                            |
| I zastępca dowódcy                                       | ppłk Zygmunt Tadeusz Gromadzki                           | dowódca 165 pp                                           |
| adiutant                                                 | kpt. Feliks Sobkowski                                    | I adiutant pułku                                         |
| starszy lekarz                                           | kpt. dr Julian Sylwester Kurz                            |                                                          |
| młodszy lekarz                                           | vacat                                                    |                                                          |
| II zastępca dowódcy                                      | mjr Marcin Pasierb                                       | dowódca III/17 pp                                        |
| oficer mobilizacyjny                                     | kpt. adm. (piech.) Józef Zwierzyński                     | dowódca OZ                                               |
| zastępca oficera mobilizacyjnego                         | kpt. adm. (piech.) Stanisław Mozolewski                  |                                                          |
| oficer administracyjno-materiałowy                       | kpt. adm. (piech.) Edmund Rumian                         | kwatermistrz 17 pp                                       |
| oficer gospodarczy                                       | por. int. Józef Marian Bartik                            | kwatermistrz 165 pp                                      |
| oficer żywnościowy                                       | chor. Józef Tobiasiewicz                                 |                                                          |
| oficer taborowy                                          | por. Jan Musiał                                          | dowódca 5/17 pp                                          |
| kapelmistrz                                              | por. adm. Franciszek Słomowicz                           |                                                          |
| dowódca plutonu łączności                                | por. Piotr Tadeusz Zaratkiewicz                          | oficer łączności 17 pp                                   |
| dowódca plutonu pionierów                                | por. Jan Baran                                           |                                                          |
| dowódca plutonu artylerii piechoty                       | por. art. Jan Jobe                                       |                                                          |
| dowódca plutonu ppanc.                                   | por. Bronisław Jan Zając                                 | dowódca kppanc 17 pp                                     |
| dowódca oddziału zwiadu                                  | ppor. Leon Michalski                                     |                                                          |
| I batalion                                               |                                                          |                                                          |
| dowódca batalionu                                        | mjr dypl. Edmund Różycki                                 |                                                          |
| dowódca 1 kompanii                                       | kpt. Ludwik Stankiewicz                                  | pozostał w OZ                                            |
| dowódca plutonu                                          | por. Kunibert Tomasz Szatkowski                          |                                                          |
| dowódca plutonu                                          | ppor. Edward Walerian Lis                                |                                                          |
| dowódca 2 kompanii                                       | kpt. Andrzej Racięski                                    | dowódca batalionu wartowniczego                          |
| dowódca plutonu                                          | ppor. Zygmunt Giegużyński                                |                                                          |
| dowódca plutonu                                          | ppor. Władysław Markowski                                |                                                          |
| dowódca 3 kompanii                                       | por. Franciszek Józef Lang                               |                                                          |
| dowódca plutonu                                          | ppor. Mieczysław Wałęga                                  |                                                          |
| dowódca 1 kompanii km                                    | kpt. Wacław Niezabitowski                                |                                                          |
| dowódca plutonu                                          | por. Kaczorowski Zbigniew Michał                         | dowódca 1 kompanii km                                    |
| II batalion                                              |                                                          |                                                          |
| dowódca batalionu                                        | mjr Stanisław Inglot                                     |                                                          |
| dowódca 4 kompanii                                       | kpt. Artur Franciszek Sobczyński                         |                                                          |
| dowódca plutonu                                          | ppor. Zygmunt Franciszek Żychowski                       | dowódca 4/17 pp                                          |
| dowódca plutonu                                          | chor. Władysław Szewczyk                                 |                                                          |
| dowódca 5 kompanii                                       | mjr Marian Feliks Tinz                                   |                                                          |
| dowódca plutonu                                          | por. Tadeusz Janocha                                     |                                                          |
| dowódca plutonu                                          | ppor. Roman Stanisław Matusik                            |                                                          |
| dowódca 6 kompanii                                       | por. Włodzimierz Andrzej Patoczka                        | dowódca 6/17 pp                                          |
| dowódca plutonu                                          | ppor. Feliks Bolesław Kaczmarek                          |                                                          |
| dowódca 2 kompanii km                                    | kpt. Tadeusz Drągowski                                   | dowódca 2 km/17 pp                                       |
| dowódca plutonu                                          | ppor. Kazimierz Ludwik Malczewski                        |                                                          |
| III batalion                                             |                                                          |                                                          |
| dowódca batalionu                                        | ppłk Teofil Herakliusz Kosiński                          |                                                          |
| dowódca 7 kompanii                                       | kpt. Andrzej Sośnierz                                    |                                                          |
| dowódca plutonu                                          | ppor. Władysław Karmazyn                                 |                                                          |
| dowódca plutonu                                          | chor. Mateusz Hyjek                                      |                                                          |
| dowódca 8 kompanii                                       | kpt. Władysław Julian Kruczyński                         |                                                          |
| dowódca plutonu                                          | ppor. Tadeusz Jan Kuhn                                   |                                                          |
| dowódca 9 kompanii                                       | kpt. Franciszek Blok                                     |                                                          |
| dowódca plutonu                                          | por. Adam Wolak                                          | dowódca 8/17 pp                                          |
| dowódca plutonu                                          | ppor. Zygmunt Ignacy Kaszyński                           |                                                          |
| dowódca 3 kompanii km                                    | kpt. Roman Józef Zdrochecki                              |                                                          |
| dowódca plutonu                                          | por. Emil Tyczyński                                      |                                                          |
| dowódca plutonu                                          | ppor. Władysław Jerzy Wasiak                             | dowódca plutonu kolarzy                                  |
| na kursie                                                | kpt. adm. (piech.) Mieczysław Kurzeja                    |                                                          |
| na kursie                                                | por. Bolesław Władysław Götz                             |                                                          |
| na kursie                                                | por. Antoni Albin Smoczkiewicz                           |                                                          |
| 17 Obwód Przysposobienia Wojskowego [Rzeszów przy 17 pp] |                                                          |                                                          |
| kmdt obwodowy PW                                         | mjr piech. Tadeusz Jan Ochęduszko                        |                                                          |
| kmdt powiatowy PW Rzeszów                                | por. kontr. piech. Marian Pobożniak                      |                                                          |
| kmdt powiatowy PW Łańcut                                 | kpt. adm. (piech.) Stanisław Kwak                        |                                                          |
| kmdt powiatowy PW Kolbuszowa                             | ppor. kontr. piech. Czesław Wierzbicki                   |                                                          |

## 17 pp w kampanii wrześniowej

### Mobilizacja
17 pułk piechoty w ramach mobilizacji alarmowej w grupie „czerwonej” zmobilizował:  
- 101 kompanię asystencyjną,
- 102 kompanię asystencyjną,
- 165 pułk piechoty bez III batalionu.

W ramach mobilizacji powszechnej w I rzucie mobilizacyjnym od 31 sierpnia 1939 roku zmobilizował:  
- 17 pułk piechoty,
- 17 kolumnę taborową.

W II rzucie mobilizacji powszechnej utworzył swój batalion marszowy.  

### Działania bojowe
3 września został załadowany na transporty kolejowe i 4 września przybył przetransportowany do Gromnika, III batalion wyładował się w Ciężkowicach. Pułk początkowo pozostał w odwodzie 24 Dywizji Piechoty. Od 6 września miał zorganizować obronę na odcinku: Wróblowice – Gromnik. W tym celu pozycje obronne zajęły I batalion Małe Góry − Moszczenica, II batalion Dąbkówka − Babia Góra, natomiast III batalion pozostał w odwodzie w lasach Lichwin. 

#### Walki od Wisłoka do Sanu
Do pierwszej styczności z oddziałami niemieckiej 4 Dywizji Lekkiej doszło 6 września wieczorem około 18.00 pod Wróblowicami. Ogniem broni maszynowej rozbito niemiecką kolumnę zmotoryzowaną. Przeciwnik otworzył ogień artylerii na czołowe bataliony pułku. Wzmocniona 1 kompania strzelecka i artyleria pułkowa w Gromniku stoczyła nocną walkę z piechotą zmotoryzowaną i czołgami niszcząc jeden z nich. Około północy do sztabu pułku dotarł rozkaz wycofania się w kierunku Tuchowa i następnie za Wisłokę. Odwrót rozpoczął się w nocy i rano 7 września. Wieczorem nadszedł kolejny rozkaz: wycofać się za Wisłok, w rejon Frysztak-Wysoka Strzyżowska-Strzyżów. W trakcie marszu pułk walczył  z oddziałami zmotoryzowanymi 4 D Lekkiej i poniósł duże straty. Szczególnie ucierpiał  III batalion idący w straży tylnej pułku i 3 kompania strzelecka w Tuchowie. 8 września od godzin porannych pułk wycofywał się przez Wiśniową i Wolę Strzyżowska, a następnie rozpoczął marsz za San. Późnym wieczorem 9 września  dotarł do Węglówki i ok. 24.00 doszedł w okolice Żyznowa i Barycza. W trakcie dalszego marszu, drogami zatłoczonymi oddziałami wojska i uciekinierami, oddziały pułku przemieszały się z oddziałami 11 Dywizji Piechoty. 10 września rano I batalion przekroczył bez przeszkód most pontonowy na Sanie. Dowódca 24 Dywizji Piechoty nakazał I batalionowi dotrzeć do Jawornika Ruskiego, gdzie od godzin wieczornych stanowić miał straż tylną 24 Dywizji Piechoty w marszu na Birczę. Pozostałe siły pułku maszerowały docierając rano do Lutczy, dalej do Domaradza i Golcowej. Batalion II/17 pp osiągnął 11 września przeprawę na Sanie w miejscowości Wara, Siedliska. O świcie 11 września reszta pułku dotarła do Lutczy i przeprawiła się przez San. Po południu II batalion pozostawił tabor i ruszył na Jawornik Ruski, zajmując obronę na okolicznych wzgórzach frontem do tej miejscowości. Stanowiska obronne zostały ostrzelane ogniem niemieckiej artylerii. W nocy 11/12 września II batalion z pozostałościami pułku, maszerując po bardzo złych drogach, dotarł o świcie 12 września do skraju wsi Borownica. Wieś zajęta była przez Niemców i ppłk Beniamin Kotarba zdecydował się na opanowanie miejscowości. Po krótkiej walce miejscowość została zdobyta, II batalion i pododdziały pułkowe zajęły stanowiska w Borowicy i w okolicy, odpierały kontrataki piechoty z niemieckiej 2 Dywizji Górskiej. Jednocześnie 8 kompania złożona z pozostałości III batalionu prowadziła rozpoznanie i wykonała natarcie w kierunku wschodnim. Po zatrzymaniu natarcia okazało się, że pułk został otoczony. Po całodziennym boju dowódca doszedł do wniosku, że przebicie się pułku w całości jest niemożliwe i zdecydował się na rozformowanie pododdziałów, podzielenie żołnierzy na małe grupy i przebijanie się na północ. W międzyczasie niemieckie oddziały górskie przystąpiły do szturmu pozycji obronnych 17 pułku piechoty. W trakcie prowadzonego kontrataku dowódca pułku ppłk Kotarba zginął w trakcie walki na bagnety. Obrona 17 pp załamała się, żołnierze rozproszyli się, częściowo zostali wzięci do niewoli, część przedarła się małymi grupkami i pułk przestał istnieć. 

#### Od Birczy do Brzuchowic
Działania bojowe prowadził jeszcze I batalion. 12 września I batalion i część kompanii zwiadu wzięły udział w walkach 24 DP na wschód od Birczy. Batalion I/17 pp ostrzelany ogniem artyleryjskim w rejonie Łodzianki Górnej został podporządkowany dowódcy 1 pułku piechoty KOP „Karpaty”. Batalion mjr Weisbacha prowadził działania opóźniające poprzez wzg. 500, Łodziankę Dolną i Posadę Rybotycką. Zbierał też rozbitków, w tym części rozbitego wcześniej w Tuchowie III batalionu. Przeszedł następnie do Cisowej gdzie osłaniał odwrót zbiorczego pułku ppłk. Ziętkiewicza i stanowił tylną straż 24 Dywizji Piechoty. 13 września I/17 pp zajmował rejon miejscowości Olszany. Nazajutrz wycofał się do Przemyśla, po czym 15 września przeszedł do Mościsk, a następnie zajmował stanowiska obronne w Chorośnicy. W bitwach zgrupowania Frontu Południowego gen. broni Kazimierza Sosnkowskiego głównie osłaniał tyły przebijających się dywizji 11 i 38 w rejonie Sądowej Wiszni i Janowa. Stanowił straż tylną swojej 24 DP walcząc na kolejnych pozycjach opóźniania. 17 września prowadził walki w lesie „Na Chmurowem” koło Mołoszkowic. Maszerując cały czas w straży tylnej dotarł 18 września do Kozic pod Lwowem. Wsparł tutaj natarcie 38 i 39 pułku piechoty na Rzęsną Ruską. Batalion zakończył działania wojenne w Brzuchowicach pod Lwowem 19 września. Pozostało z niego wówczas: 4 oficerów, 10 szeregowych, wóz taborowy i biedka z ckm.

### Jednostki mobilizowane w II rzucie mobilizacyjnym

#### Batalion marszowy 17 pp
Na terenie Rzeszowa w OZN 17 pp zmobilizowano batalion marszowy 17 pp pod dowództwem por. rez. Nowaka, według innych źródeł kpt. Ludwika Stankiewicza, a z zasobów KRU Rzeszów 105 batalion wartowniczy kpt. Andrzeja Racięskiego. Oba bataliony w dniach 6-8 września obsadziły budowane umocnienia na przedmieściach Rzeszowa i wyloty szos z miasta. 8 września w godzinach popołudniowych batalion marszowy 17 pp podjął marsz przez Kańczugę do Przemyśla. 9 września został rozbity w rejonie Pruchnika przez Oddział Wydzielony 4 DLek.

#### Oddział Zbierania Nadwyżek 17 pp
Oddział Zbierania Nadwyżek 17 pp liczył ponad 2000 żołnierzy jedynie częściowo umundurowanych i uzbrojonych, pod dowództwem kpt. Józefa Zwierzyńskiego. Dowódca OZN 17 pp 6 i 7 września oddział ten podzielił na dwie grupy i podjął pieszą ewakuację celem dołączenia do Ośrodka Zapasowego 24 DP w Przemyślu. I grupa pod dowództwem kpt. J. Zwierzyńskiego podjęła marsz przez Kańczugę, 6/7 września wychodząc z Rzeszowa. 9 września w Rokietnicy grupa została zaatakowana przez ten sam niemiecki OW 4 DLek., co batalion marszowy. Część z dowódcą dostała się do niewoli, część rozproszyła się, a pozostali dotarli do Przemyśla. Po uporządkowaniu grupa pomaszerowała do Sambora skąd zawróciła na Rudki-Sądową Wisznię, została rozbita 12 września koło Jaworowa. II grupa pod dowództwem kpt. Feliksa Boluka maszerowała przez Tyczyn, Dylągówkę i przez Babicę dotarła do OZ w Przemyślu. W następnych dniach maszerując przez Drohobycz, Stryj, Nadwórną, Delatyn, Jabłonów, Kosów Huculski dotarła do Kut i 19 września przekroczyła granicę rumuńską.
| Struktura organizacyjna i obsada personalna we wrześniu 1939 | Struktura organizacyjna i obsada personalna we wrześniu 1939 | Struktura organizacyjna i obsada personalna we wrześniu 1939 |
| Stanowisko                                                   | Stopień, imię i nazwisko                                     | Dalsze losy                                                  |
| Dowództwo                                                    | Dowództwo                                                    | Dowództwo                                                    |
| ------------------------------------------------------------ | ------------------------------------------------------------ | ------------------------------------------------------------ |
| dowódca pułku                                                | ppłk piech. Beniamin Kotarba                                 | poległ 12 września 1939                                      |
| I adiutant                                                   | kpt. Feliks Sobkowski                                        |                                                              |
| II adiutant                                                  | por. rez. Janusz Wroczyński                                  |                                                              |
| oficer łączności                                             | por. Piotr Zaratkiewicz                                      | poległ 12 września 1939                                      |
| kwatermistrz                                                 | kpt. adm. (piech.) Edward Rumian                             |                                                              |
| oficer żywnościowy                                           | kpt. Mieczysław Kurzeja                                      |                                                              |
| naczelny lekarz                                              | kpt. lek. dr Julian Kurtz                                    |                                                              |
| dowódca kompanii gospodarczej                                | ppor Michał Dietrich                                         |                                                              |
| I batalion                                                   |                                                              |                                                              |
| dowódca I baonu                                              | mjr Józef Weisbach                                           | w niewoli niemieckiej                                        |
| adiutant batalionu                                           | ppor. rez. Jan Szeliga                                       |                                                              |
| dowódca plutonu łączności                                    | plut. Walenty Kalandyk                                       |                                                              |
| lekarz batalionu                                             | ppor. lek. rez. Henryk Węgłowski                             |                                                              |
| dowódca 1 kompanii strzeleckiej                              | kpt. Kazimierz Rogoziński                                    |                                                              |
| dowódca I plutonu                                            | por. Kunibert Szatkowski                                     |                                                              |
| dowódca II plutonu                                           | ppor. rez. Pfeferberg                                        |                                                              |
| dowódca III plutonu                                          | ppor. rez. Szybkowski                                        |                                                              |
| dowódca 2 kompanii strzeleckiej                              | ppor. Zygmunt Giegurzyński                                   |                                                              |
| dowódca I plutonu                                            | ppor. rez. Jan Jerzy Lenda                                   |                                                              |
| dowódca II plutonu                                           | sierż. Jan Putyło                                            |                                                              |
| dowódca III plutonu                                          | sierż. Jan Mik                                               |                                                              |
| dowódca 3 kompanii strzeleckiej                              | por. rez. Bolesław Tadeusz Łaszewski                         |                                                              |
| dowódca I plutonu                                            | ppor. rez. Tadeusz Markowski                                 |                                                              |
| dowódca II plutonu                                           | sierż. Wincenty Rejman                                       |                                                              |
| dowódca III plutonu                                          | ppor. Błażkiewicz                                            |                                                              |
| dowódca 1 kompanii ckm                                       | por. Zbigniew Michał Kaczorowski                             |                                                              |
| dowódca I plutonu                                            | ppor. rez. Aleksander Wiktor Siekierski                      |                                                              |
| dowódca II plutonu                                           | ppor. Kazimierz Obtułowicz                                   |                                                              |
| dowódca III plutonu                                          | ppor. Bogusław Nowak                                         |                                                              |
| dowódca IV plutonu (taczanki)                                | ppor. rez. Józef Cebulak                                     |                                                              |
| dowódca plutonu moździerzy                                   | ppor. Janicki (Janiszewski)                                  |                                                              |
| II batalion                                                  |                                                              |                                                              |
| dowódca II baonu                                             | mjr Adam Szymański                                           | w PSZ                                                        |
| dowódca 4 kompanii strzeleckiej                              | por. Zygmunt Żychowski                                       |                                                              |
| dowódca 5 kompanii strzeleckiej                              | por. Jan Musiał                                              |                                                              |
| dowódca 6 kompanii strzeleckiej                              | por. Włodzimierz Patoczka                                    | więzień KL Auschwitz i Buchenwald (1941–1945)                |
| dowódca I plutonu                                            | ppor. rez. Jerzy Tuziak                                      |                                                              |
| dowódca II plutonu                                           | ppor. rez. Karp                                              |                                                              |
| dowódca III plutonu                                          | ppor. rez. Leon Grendys                                      |                                                              |
| dowódca 2 kompanii ckm                                       | kpt. Tadeusz Drągowski                                       |                                                              |
| III batalion                                                 |                                                              |                                                              |
| dowódca III baonu                                            | mjr Marcin Pasierb                                           |                                                              |
| dowódca 7 kompanii strzeleckiej                              | kpt. Edward Pycz                                             |                                                              |
| dowódca 8 kompanii strzeleckiej                              | por. Adam Wolak                                              |                                                              |
| dowódca 9 kompanii strzeleckiej                              | por. rez. Marian Obuchowicz                                  |                                                              |
| dowódca I plutonu                                            | ppor. rez. Stanisław Pałka                                   |                                                              |
| dowódca II plutonu                                           | ppor. Zygmunt Kaszyński                                      |                                                              |
| dowódca 3 kompanii ckm                                       | NN                                                           |                                                              |
| dowódca IV plutonu (taczanki)                                | ppor. Edward Lis                                             |                                                              |
| dowódca plutonu moździerzy                                   | ppor. Drapa                                                  |                                                              |
| Pododdziały specjalne                                        |                                                              |                                                              |
| dowódca kompanii zwiadowców                                  | NN                                                           |                                                              |
| dowódca plutonu kolarzy                                      | ppor. Władysław Wasiak                                       |                                                              |
| dowódca plutonu konnego                                      | wachm. Julian Leonowicz                                      |                                                              |
| dowódca kompanii ppanc.                                      | por. Bronisław Zając                                         |                                                              |
| dowódca II plutonu                                           | ppor. rez. Brazon                                            |                                                              |
| dowódca plutonu artylerii piechoty                           | por. art. Jan Jobe                                           |                                                              |
| dowódca plutonu pionierów                                    | por. Jan Baran                                               |                                                              |
| dowódca plutonu łączności                                    | st. sierż. Stanisław Szyba                                   |                                                              |

## Symbole pułkowe
Sztandary
Sztandar nieprzepisowy

Jesienią 1919 roku „Koło Panien” w Rzeszowie ufundowało 17 pułkowi piechoty sztandar. Pierwszy znak pułku po 1924 przechowywany był w Rzeszowie. We wrześniu 1939 roku wycofujący się żołnierze zakopali jego płat w ziemi. W lecie 1944 roku odkopano go i przekazano 17 pp ludowego Wojska Polskiego. Płat o wymiarach 90 × 127 cm, obszyty z trzech stron srebrną frędzlą, przymocowany do drzewca za pomocą wiązadeł. Drzewce z jasnego drewna. Przy drzewcu wstęga karmazynowa i wstęga biała związane w kokardę. Strona główna: pośrodku płata, na karmazynowym polu, haftowany srebrną nicią orzeł. Korona oraz dziób i szpony orła złote. Po obydwu stronach orła i pod nim napis haftowany srebrną nicią „17 PP W JEDNOŚCI SIŁA”.
Strona odwrotna:
Na białym polu aplikowany i malowany olejną farbą wizerunek Matki Boskiej Częstochowskiej. Poniżej napis haftowany złotą nicią: „POD TWOJĄ OBRONĘ”.
Chorągiew 17 pp

W 1923 roku, z inicjatywy ówczesnego dowódcy pułku ppłk. Ignacego Oziewicza i starosty rzeszowskiego dr. Koncowicza, powołany został komitet ufundowania sztandaru 17 pp. W miejscowej „Ziemi Rzeszowskiej i Jarosławskiej” ukazał się apel do „Ziemiaństwa naszego powiatu, Duchowieństwa, Kupiectwa, Korporacji, Stowarzyszeń i poszczególnych obywateli” o oﬁary na zakup sztandaru.
27 września 1924 roku Prezydent RP Stanisław Wojciechowski zatwierdził chorągiew 17 pułku piechoty. Chorągiew została wykonana w pracowni haftów p. Ślusarczykowej (później Baczkowskiej) w Rzeszowie, a głowica z orłem w firmie Kopaczyńskiego z Krakowa. Na wstędze umieszczono napis „17 pułkowi piechoty Ziemie: rzeszowska, mielecka, pilzneńska i ropczycka”. Fundatorem chorągwi było społeczeństwo powiatów: rzeszowskiego, mieleckiego, pilzneńskiego i ropczyckiego.

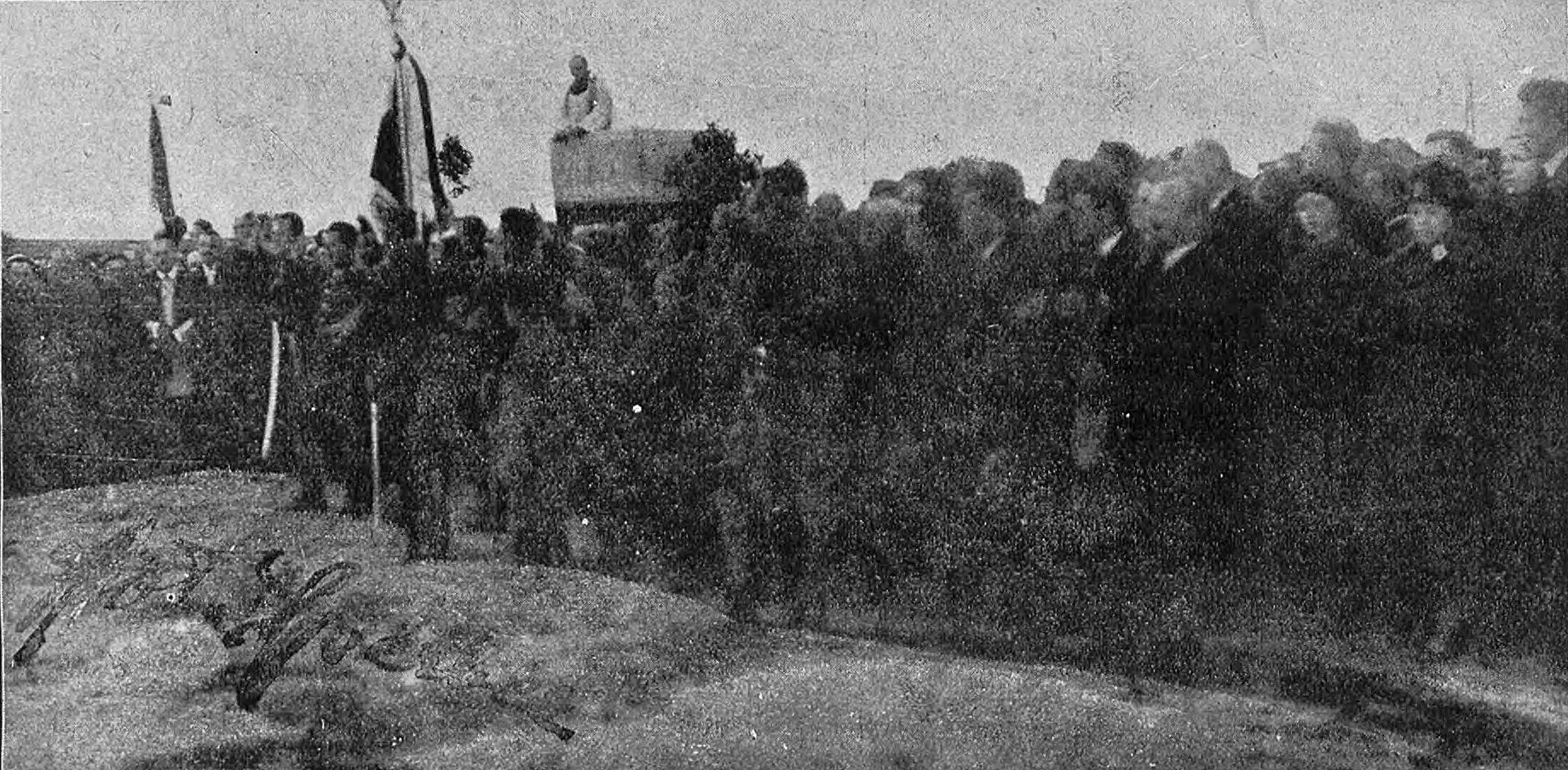
Uroczystość poświęcenia sztandaru 19 października 1924

W niedzielę 19 października 1924 roku na boisku sportowym Resovii na Przybyszówce (obecnie dzielnica Rzeszowa) szef Sztabu Generalnego generał dywizji Stanisław Haller, w imieniu Prezydenta RP, wręczył chorągiew podpułkownikowi Ignacemu Oziewiczowi. Ceremonię poświęcenia i wręczenia chorągwi poprzedziła msza polowa odprawiona przez biskupa polowego Stanisława Galla, a zakończyła defilada pułku przed budynkiem Gimnazjum Nr I. O godz. 14.00 w salach kasyna garnizonowego odbył się bankiet, w którym wzięło udział około 230 osób. Tego samego dnia o godz. 21.00 w kasynie odbył się raut. W sobotę 25 października 1924 roku członkowie komitetu fundatorów chorągwi byli podejmowani przez dowódcę i oficerów 17 pp w kasynie pułkowym, w koszarach im. Sobieskiego. Obecnie sztandar znajduje się w Muzeum im. Generała Sikorskiego w Londynie.
Opis chorągwi

Płat sztandaru o wymiarach 100x96 cm wykonany z podwójnego lyońskiego jedwabiu.
Na stronie prawej umieszczono centralnie amarantowy krzyż. W środku krzyża haftowany orzeł ze złotą koroną, szponami i dziobem. Między ramionami krzyża liczba 17 w złotym wieńcu laurowym.
Po stronie lewej, w środku amarantowego krzyża, napis HONOR I OJCZYZNA w wieńcu laurowym. Na ramionach krzyża napisy: na górnym: GONIATYN – OSZCZÓW 7-9 V 1919, na dolnym: SWISŁOCZ – /N/ BEREZ. 27 V 1920, na lewym: NIEGONICZE /N/ BEREZ. 4-5 VI 1920 na prawym: KRASNE – GOŁOGÓRY – STRONIBABY 2-7 IX 1920. W rogach, między ramionami krzyża, herby miast: Rzeszowa, Pilzna, Mielca i Ropczyc.
Drzewce mahoniowe, zwieńczone srebrnym orłem na tarczy, na której umieszczono z obu stron liczbę 17. Szarfy biało-czerwone, obszyte złotymi frędzlami, z haftowanymi złotem napisami: 17 PUŁKOWI PIECHOTY ZIEMIA RZESZOWSKA, MIELECKA, PILZNEŃSKA I ROPCZYCKA.
Odznaka pamiątkowa
6 września 1929 roku Minister Spraw Wojskowych marszałek Polski Józef Piłsudski zatwierdził wzór i regulamin odznaki pamiątkowej 17 pp. Odznaka o wymiarach 4lx41 mm ma kształt krzyża o ostro ściętych ramionach pokrytych białą emalią. Na ramionach krzyża wpisano numer i inicjały „17 PP” oraz rok powstania pułku „1918”. Środek krzyża wypełnia nałożony srebrny orzeł państwowy według wzoru z 1927 roku. Krzyż jest nałożony na ośmiokątną tarczę w barwach granatowej i żółtej. Od orła do rogów tarczy biegnie pięć płomieni. Odznaka dwuczęściowa – oficerska, wykonana w srebrze, na rewersie próba srebra i imiennik grawera WG. Wykonawcami odznak byli: Wiktor Gontarczyk z Warszawy, Bronisław Grabski z Łodzi i Jan Knedler z Warszawy.
Odznaka żołnierska bita była w tombaku i nie emaliowana. Po raz pierwszy odznaki wręczono w 1930 roku podczas obchodów Święta Narodowego Trzeciego Maja.
Marsz pułkowy
Marsz pułkowy skomponował w latach 1926–1927 oficer oświatowy pułku kpt. Władysław Wisłocki, ojciec dyrygenta i kompozytora Stanisława Wisłockiego.

## Żołnierze pułku
| Dowódcy pułku                           | Dowódcy pułku             | Dowódcy pułku             |
| Stopień imię i nazwisko                 | Okres pełnienia służby    | Kolejne stanowisko        |
| --------------------------------------- | ------------------------- | ------------------------- |
| mjr Stanisław Elgas                     | 2 – 14 XI 1918            |                           |
| por. Bronisław Wilusz                   | 15 XI – 29 XII 1918       |                           |
| ppłk Maciej Puchalak                    | 30 XII 1918 – 17 IX 1919  |                           |
| mjr Jerzy Trojanowski                   | 18 – 20 IX 1919           |                           |
| ppłk Jan Januszewski                    | 21 IX 1919 – 28 I 1920    |                           |
| mjr Jarosław Powroźnicki                | 29 I – 14 V 1920          |                           |
| ppłk Maciej Puchalak                    | 15 V – 7 VII 1920         |                           |
| kpt. Józef Mück                         | 8 – 9 VII 1920            |                           |
| ppłk Michał Micewicz                    | 10 – 12 VII 1920          |                           |
| kpt. Józef Mück                         | 13 VII – 19 VIII 1920     |                           |
| mjr Ignacy Oziewicz                     | 20 VIII 1920              |                           |
| mjr Karol Zagórski                      | X?– XII ? 1920            |                           |
| ppłk piech. Ignacy Oziewicz             | p.o. 1921 – X 1925        | dowódca 76 pp             |
| ppłk piech. Emanuel Jakubiczka          | X 1925 – 31 III 1927      | praktyka w PKU Augustów   |
| ppłk / płk piech. Wojciech Piasecki     | 5 V 1927[29] – 14 II 1929 | praktyka w PKU Łańcut     |
| ppłk / płk piech. Rudolf Kaleński       | 14 II 1929 – 21 VI 1933   | stan spoczynku            |
| ppłk / płk piech. Stanisław Siuda       | 28 VI 1933 – 10 III 1939  | dyspozycja dowódcy OK X   |
| ppłk dypl. piech. Beniamin Kotarba      | 10 III – †12 IX 1939)     |                           |
| Zastępcy dowódcy pułku                  |                           |                           |
| mjr / ppłk piech. Paweł Kopp            | 10 VII 1922 – 15 VII 1924 | do PKU Rzeszów            |
| ppłk piech. Antoni Własak               | 22 V 1925 – VII 1927      | dowódca 4 psp             |
| mjr / ppłk piech. Jan Kotowicz          | X 1927 – 31 III 1930      | kierownik OUWFiPW DOK III |
| ppłk piech. Feliks Jędrychowski         | 31 III 1930 – 1 IV 1934   | dowódca 22 pp             |
| ppłk dypl. piech. Roman Saloni          | od XI 1934                |                           |
| ppłk piech. Zygmunt Gromadzki           | do IX 1939                | dowódca 165 pp            |
| mjr piech. Marcin Pasierb (II zastępca) | 1937 – VIII 1939          | dowódca III/17 pp         |

### Żołnierze 17 pułku piechoty – ofiary zbrodni katyńskiej
Biogramy ofiar zbrodni katyńskiej znajdują się między innymi w bazach udostępnionych przez Ministerstwo Kultury i Dziedzictwa Narodowego oraz Muzeum Katyńskie.
| Nazwisko i imię       | stopień    | zawód             | miejsce pracy przed mobilizacją   | zamordowany |
| --------------------- | ---------- | ----------------- | --------------------------------- | ----------- |
| Krzysztofik Stanisław | ppor. rez. | nauczyciel        |                                   | Katyń       |
| Kuźniar Zygmunt       | ppor. rez. | urzędnik          | Urząd Skarbowy w Łańcucie         | Katyń       |
| Kwiatkowski Zbigniew  | ppor. rez. | prawnik           |                                   | Katyń       |
| Rożkiewicz Józef      | ppor. rez. | handlowiec        |                                   | Katyń       |
| Schab Kazimierz       | ppor. rez. | prawnik           |                                   | Katyń       |
| Barański Tadeusz      | ppor. rez. | nauczyciel        | szkoła powszechna                 | Charków     |
| Kliś Stanisław        | ppor. rez. | nauczyciel        |                                   | Charków     |
| Kruczyński Władysław  | kapitan    | absolwent SNP     |                                   | Charków     |
| Mac Jan               | ppor. rez. | nauczyciel        | szkoła powszechna                 | Charków     |
| Musiał Jan            | por. rez.  |                   |                                   | Charków     |
| Szczeklik Stanisław   | ppor. rez. | prawnik           |                                   | Charków     |
| Tobiasiewicz Józef    | chorąży    | żołnierz zawodowy | (e)oficer żywnościowy 17 pp       | Charków     |
| Kaczor Andrzej        | ppor. rez. | prawnik           | komisarz ziemski                  | ULK         |
| Łukawski Bronisław    | por. rez.  | prawnik           | prokurator Sądu Okr. w Bydgoszczy | ULK         |

## Upamiętnienie
- Od 29 sierpnia 2008 roku tradycje 17 pułku piechoty dziedziczy 1 batalion piechoty zmotoryzowanej Ziemi Rzeszowskiej im. płk dypl. Beniamina Piotra Kotarby w Międzyrzeczu[m].
- Tablica upamiętniająca żołnierzy 17 pułku piechoty na fasadzie kościoła św. Wojciecha i św. Stanisława w Rzeszowie
- W Rzeszowie działa Grupa Rekonstrukcji Historycznej „Siedemnasty”[83]

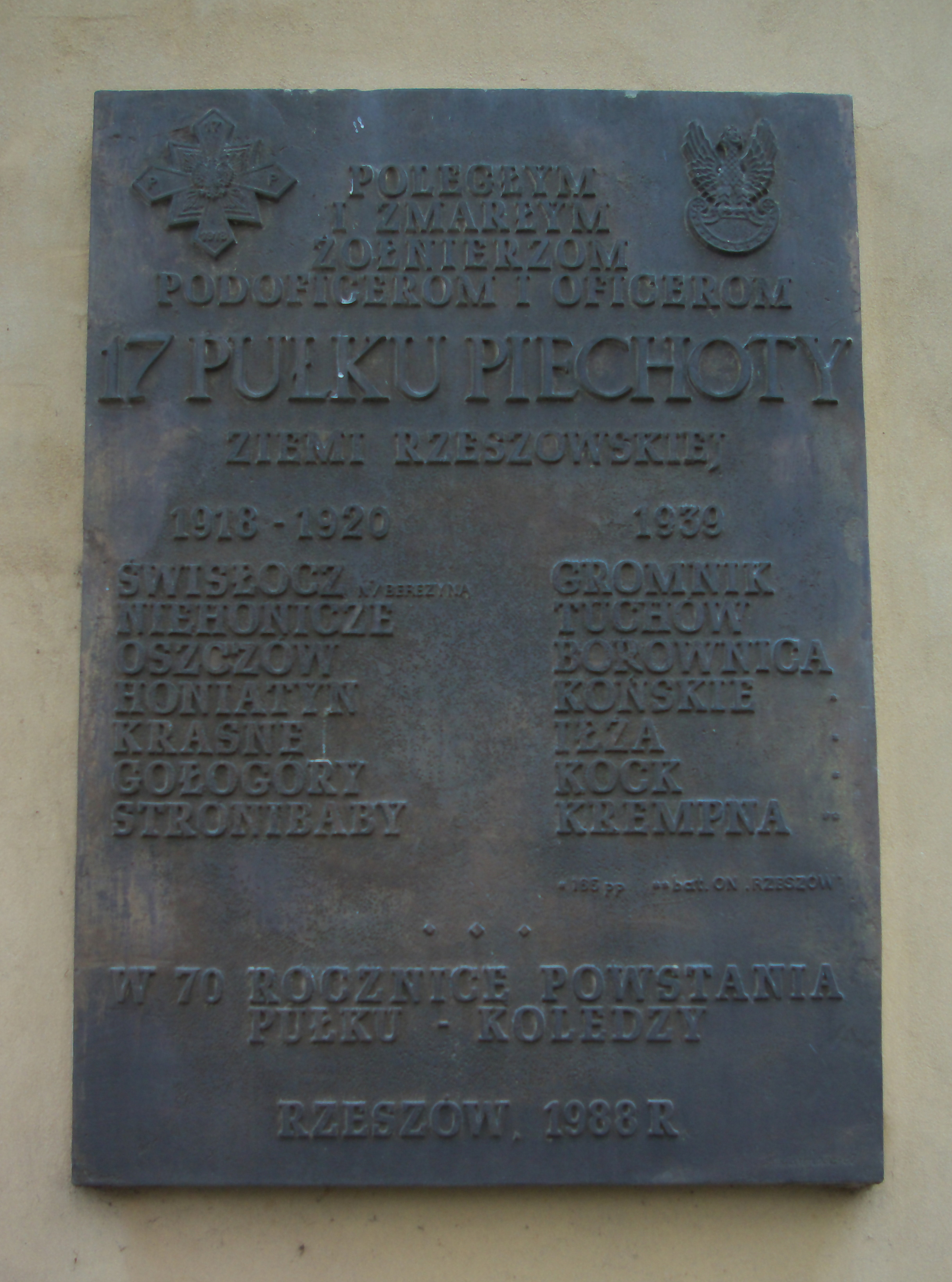
Tablica na fasadzie kościoła św. Wojciecha i św. Stanisława w Rzeszowie